# Chronicle, Vol. 1
Chronicle, Vol. 1 (noto anche come Chronicle: 20 Greatest Hits) è il dodicesimo album, nonché quarta raccolta ufficiale, dei Creedence Clearwater Revival, pubblicato nel gennaio 1976 dalla Fantasy Records. Ha totalizzato ad agosto 2024, più di 700 settimane in classifica nella US Billboard 200 ALBUM ed è stato certificato 12 volte platino dalla RIAA.

## Tracce
1. Susie Q – 4:35 (nell'edizione in CD uscì la versione completa del brano, di 8:38)
2. I Put a Spell on You – 4:33
3. Proud Mary – 3:07
4. Bad Moon Rising – 2:18
5. Lodi – 3:09
6. Green River – 2:34
7. Commotion – 2:41
8. Down on the Corner – 2:43
9. Fortunate Son – 2:20
10. Travelin' Band – 2:07
11. Who'll Stop the Rain – 2:27
12. Up Around the Bend – 2:41
13. Run Through the Jungle – 3:05
14. Lookin' Out My Back Door – 2:31
15. Long as I Can See the Light – 3:32
16. I Heard It Through the Grapevine – 11:04
17. Have You Ever Seen the Rain? – 2:38
18. Hey Tonight – 2:41
19. Sweet Hitch-Hiker – 2:56
20. Someday Never Comes – 3:59

## Formazione
- John Fogerty - chitarra, voce
- Tom Fogerty - chitarra
- Doug Clifford - batteria
- Stu Cook - basso